# Византийцы
Византийцы V—VI веков. Византийская напольная мозаика V-VI века из большого дворца Константинополя
Византи́йцы — население Византии. Вопрос о том, каковы были принципы конструирования византийской идентичности, является дискуссионным в византинистике. Как правило, считается, что она не имела этнического характера, определяясь прежде всего идеей преемственности от населения Римской империи. Византийцы образовывали сообщество граждан, говоривших на греческом языке и исповедовавших православие, признававших власть императора. Хотя византийцы не образовывали «нацию» в современном понимании, они объединяли различные этнические группы (др.-греч. ἔθνος), связанные общими характеристиками. Территория Византийской империи включала часть Италии (до 1071 года), Грецию, Балканы, Малую Азию, острова Эгейского моря, Кипр. Византийцы также образовывали существенные меньшинства в крупных городах Леванта и Египта. Самоназвание ромеи (др.-греч. Ῥωμαῖοι) сохранялось на протяжении всей истории. Основу населения составляло крестьянство, поставлявшее рекрутов для армии и являвшееся основным налогоплательщиком.
Греческий язык преобладал в Восточной Римской империи, хотя латынь оставалась языком администрации и армии до правления Ираклия (610—641). Изначально мультиэтничная империя после арабских завоеваний сузилась до грекоязычных регионов: Греции, Малой Азии, Кипра, Сицилии, части Балкан. Напряжение с латинским Западом усилилось после коронации Карла Великого в 800 году и религиозного раскола. Несмотря на восстановление империи в 1261 году, внутренние конфликты и османская экспансия привели к упадку. Византийско-османские войны отметили начало конца Византии, но даже под властью османов греки продолжали идентифицировать себя как ромеи, а османы именовали их руми (пехл. Rûmi). К раннему средневековью восточные римляне использовали множество самоназваний, отражавших различные аспекты идентичности. Термин «грек» (др.-греч. Γραικός) применялся преимущественно для обозначения языка, редко выступая как культурное или политическое самоназвание в отличие от «христиан» (др.-греч. Χριστιανοί) и «римлян» (др.-греч. Ῥωμαῖοι). Однако в иностранных источниках, начиная с латиноязычных, название «греки» закрепилось за Восточной Римской империей. Термин «византийцы» отсутствовал в раннесредневековой самоидентификации. Византий — древнее название Константинополя, использовавшееся авторами для обозначения города и его жителей, но не всей империи. Как региональный этникон, он стоял в одном ряду с «афинянами», «эфесянами» или «фракийцами», не заменяя общего наименования «римляне» («ромеи»). Современное западное понятие «Византийская империя» не соответствует исторической терминологии: её подданные идентифицировали себя исключительно как римляне и христиане, несмотря на региональное разнообразие.
Исследования средневековой восточноримской идентичности можно сгруппировать в три направления. Первое, находящееся под влиянием современного греческого национального дискурса, рассматривает её как средневековую форму непрерывной греческой национальной идентичности. Второе, доминирующее в научной среде, описывает Византию до XII века как многоэтническую империю, где большинство подданных самоидентифицировались как римляне. Третье, более новое, отвергает многоэтничность, трактуя Византию как «домодерное национальное государство» (англ. pre-modern Nation-State), в котором «римскость» (англ. Romanness) имеет признаки национальной идентичности. Активно развивается также гендерный подход к изучению византийского общества, уделяющий особое внимание положению в нём женщин и евнухов.

## Византийцы глазами современников

### Византийцы сами о себе
Византийская империя определялась терминами πολιτεία (республика) и βασιλεία (царство, империя), каждый из которых отражал различные идеологические концепции о природе власти. Хроника еофана Исповедника, ключевой источник иконоборческого периода, использует сочетания вроде ἡ Ῥωμαίκη πολιτεία («римское государство») и τὴν βασιλείαν τῶν Χριστιανῶν («царство христиан»), а также τὰ πράγματα τῆς Χριστιανῶν πολιτείας («дела христианского государства»). Такое двойственное осмысление политической общности подчёркивало отличие римлян от других народов, например, Σκλαωινῶν ἐθνῶν («славянских племён»), противопоставляемых как внешняя сила.
Византия, позиционируя себя как преемница Римской империи, провозглашала отсутствие социальных, этнических и гендерных различий среди христиан, следуя тезису из Послания к Галатам (Гал. 3:28): «Нет уже Иудея, ни язычника; нет раба, ни свободного; нет мужеского пола, ни женского: ибо все вы одно во Христе Иисусе». Церковная доктрина отрицала разделение между верующими, что транслировалось в идеологию государства, где все подданные рассматривались как единое «γένος Ρωμαίων» («род римлян»). Датируемый X—XII веками эпос о Дигенисе Акрите, византийском герое пограничья, иллюстрирует ключевые термины этнической идентичности: «γένος» (род, происхождение) и «ἔθνος» (народ, племя). Имя Дигениса (др.-греч. Διγενής, «дважды рождённый») отражает его смешанное происхождение: «со стороны отца — иноплеменник, а по матери — ромей». Γένος в византийской традиции связывалось с биологическим родством, благородством происхождения и принадлежностью к ромейской общности. К XII веку, в эпоху Комнинов, термин приобрёл аристократический оттенок, подчёркивая знатность рода и противопоставление «благородного» ромейского γένος инородным группам. В широком смысле γένος могло обозначать ромеев как единую «семью», объединённую общими корнями. Ἔθνος, напротив, акцентировало культурную или территориальную общность без обязательных кровных связей. В классической греческой традиции термин применялся к иностранным народам (варварам), в библейской — к «язычникам». В византийском контексте ἔθνος приобрело устойчивые негативные коннотации, обозначая чужеземные, неримские группы. Так, отец Дигениса, будучи «иноплеменником» (др.-греч. ἔθνος), противопоставлен матери-ромеянке (др.-греч. γένος). В середине X века император Константин VII Багрянородный в трактате «Об управлении империей» подчёркивал, что каждый ἔθνος должен сохранять свои обычаи, законы и институты, избегая смешения с другими народами. В контексте осуждения брака между ромеем и болгарином он сравнивал представителей разных этносов с животными, спаривающимися только с особями своего вида. Для Константина ἔθνος ассоциировалось с расой и языком: ромеи рассматривались как отдельная группа, обязанная придерживаться собственных традиций.
В палеологовский период употребление этнических понятий вновь меняется. Историк XV века Лаоник Халкокондил γένος использует для обозначения греков, тогда как έθνος применяется редко и преимущественно в контексте перечисления других групп. Халкокондил называет γένη не только этнические общности (славяне, венгры, арабы, турки), но и членов рыцарских орденов, таких как германские рыцари или иоанниты Родоса (др.-греч. Ναζηραίων γένος). Аналогично словоупотребление у его современника Дуки. Простой народ Константинополя характеризуется у него как «отбросы эллинского рода» (др.-греч. ἡ τρυγία τοῦ γένους τῶν Ἑλλήνων) и «низкородное полуварварское племя» (др.-греч. γένος τῆς κάτω τύχης καὶ μιξοβάρβαρον). У Георгия Сфрандзи, чья «История» написана уже после падения в эмиграции, понимание «рода» ещё более узко и относится к павшей династии Палеологов, тогда как простые византийцы называются просто «мы» (др.-греч. ημείς).

### С точки зрения Запада
До середины VIII века латинский Запад признавал восточную империю, именуемую современными исследователями Византией, как Римское государство (лат. res publica Romana). Периодически проявляющиеся предубеждения против восточных «греков» оставались маргинальными. Ситуация изменилась во второй половине VIII столетия, когда папство начало смещать политическую ориентацию с Константинополя на франков. С данного периода термин Graeci постепенно вытеснил Romani в западных источниках при обозначении восточной империи. Процесс усилился, когда франкские правители, сначала эпизодически и нерешительно, стали присваивать себе титул императора римлян. К IX веку в официальной переписке пап и западных императоров активно оспаривалось право восточного правителя именоваться римским императором. Стремясь укрепить собственные амбиции за счёт престижа Рима, его гегемонистских структур и риторики власти, папство и германские императоры рассматривали восточные притязания как препятствие. Несмотря на взаимное соперничество, они объединили усилия для исключения Константинополя из римской традиции. В результате жителей Востока стали систематически обозначать как Graeci — термин, в латинской литературе имеющий негативные коннотации, связанные с коварством, изнеженностью, чрезмерной утончённостью, любовью к роскоши, словесными уловками и трусостью. Чтобы избежать признания титула «император римлян», западные авторы вводили альтернативные формулировки, включая «император греков» или «император Константинополя». Подобные наименования сохранялись в западной традиции до XIX века, уступив затем термину «Византия». Восточные римляне отвергали наименование «греки»: известен случай, когда император заключил в тюрьму папских посланников за использование в официальных документах подобного обращения.
Конфликт между Востоком и Западом не ограничивался соперничеством за титулы и престиж Рима. В формирующемся культурном пространстве латинско-католической Европы память о Риме превратилась в общую парадигму, объединявшую разнородные политические образования, народы, языки и церкви. Идея Рима служила одним из немногих элементов, создававших общую идентичность Запада, тогда как Восток оказался исключён из подобного сообщества. Причины заключались в радикальном различии подходов к римскому наследию: восточная модель не соответствовала западной интерпретации, что со временем привело к утрате интуитивного восприятия Византии как наследницы Рима в западной мысли. Данная установка закрепилась в научной традиции, хотя процесс не был ни мгновенным, ни всеобщим. Отдельные латинские авторы продолжали признавать восточную империю и её население римскими, но их число сокращалось, особенно после усиления антигреческих настроений в эпоху Крестовых походов. Языковой барьер препятствовал участию византийцев в интеллектуальных процессах Запада, включая развитие римского права, а их церковь всё чаще воспринималась как отклоняющаяся от римских стандартов. Дополнительным элементом дискредитации стали сексуально окрашенные полемические штампы, представлявшие Graeci недостойными наследниками Рима. В 871 году император Запада Людовик II в полемике с византийским императором Василием I Македонянином оспаривал право последнего на римский титул, выдвигая аргументы, отрицающие римскую идентичность Византии. Основные доводы Людовика сводились к двум аспектам: религиозному и культурно-политическому. Он утверждал, что «греки» утратили статус римских императоров из-за «заблуждений в вере» (отклонений от римского католицизма) и отказа от «истинного Рима» — столицы, латинского языка и народа Рима. Лиутпранд Кремонский, посетивший в 968 году двор византийского императора Никифора II Фоки в качестве посланника германского императора, в своём «Донесении» описал конфликт из-за титулатуры. Когда Никифор II возмутился обращением папы как «император греков», Лиутпранд лицемерно заявил, что папа стремился польстить, поскольку византийцы, сменив язык, обычаи и одежду, могли обидеться, будучи названы римлянами.
Захват Константинополя в 1204 году и последующий раздел империи материализовали риторические унижения: некоторые на Западе трактовали разгром города как месть за падение Трои, связывая франков через троянскую генеалогию с древними римлянами. Среди византийцев латиняне стали восприниматься не только как религиозные оппоненты, но и как политические противники «ромеев» и враги «эллинов». Термин «γένος Ρωμαίων» («римский род») утратил функциональность, превратившись в идеологическую конструкцию, маскировавшую этнические и религиозные противоречия. Западные источники начали систематически называть византийцев «Γραικοί» («греки»). В светском контексте это слово переводилось как «эллины», тогда в церковной сфере сохранялось без изменений. Церковный деятель Иоанн Месарит, обращаясь к латинскому патриарху Константинополя Томаззо Морозини, обыгрывал термин «Γραικός», связывая его с образованностью («грамматики»). Он подчёркивал, что итальянский иерарх не был назначен патриархом тех, кого латиняне именуют греками, — «истинно грамотных, ибо среди эллиноязычных познана суть вещей».

### Изменения после 1204 года
Элени Гликадзи-Арвелер охарактеризовала падение Константинополя в 1204 году как полунеизбежное событие, обусловленное накопившимися к концу XII столетия проблемами, одной из которых стал кризис устоявшихся идеологий и идентичностей. Хотя политическая идеология верховного и единственного императора, правящего цивилизованными христианскими подданными, превосходящими все прочие земные сообщества, оставалась в основном неоспоримой к концу XII века, неявно существовали многочисленные и серьёзные противоречия. Одно из них было между идеалом вселенской империи и реальностью различий в культуре, языке и статусе её жителей. Византийцы привыкли к присутствию в государстве чужих. Несмотря на сократившиеся размеры империи, прочие этнические идентичности присутствовали, и византийское государство, по-видимому, не считало нужным искоренять внутреннее «иное», несмотря на отдельные исключения, такие как периодические нападения на латинян или более систематические притеснения евреев и армян. В Константинополе и крупных городах и портах империи люди привыкли к разным языкам, стилям одежды и смешанным бракам между римлянами и прочими. В императорской гвардии служили варвары, в армии имелись иноэтничные подразделения — при Комнинах использование иностранных наёмников значительно возросло, их присутствие ощущалось по всей империи. Существовали купцы с востока и запада, значительные еврейские общины, дипломаты и посольства в столице, монастыри для христиан иных конфессий. При Комнинах выходцы с запада достигали важных постов на имперской службе. С различными основаниями для проживания были связаны необходимые институты для разных вероисповеданий и правовые механизмы: церкви иных христианских конфессий, синагоги, мечети, отдельные суды и судьи. Что касается взглядов на внешний мир, то к XII веку характерное отношение ромеев к иноземцам за пределами империи, особенно к западным, представляло собой настороженное презрение. Подобное отношение являлось оборонительной реакцией на растущую угрозу извне, усиленную укоренившимся чувством культурного превосходства. Непосредственные корни подобного отношения восходят к концу XI века, когда совокупность обстоятельств породила новое недоверие к западу.
После распада Византии в 1204 году и образования региональных государств — Никейской империи, Эпирского царства и Трапезундской империи — централизованная политика Константинополя, включая налоговое давление на провинции, временно прекратилась. Местные правители, такие как Иоанн III Дука Ватац (1222—1254), вынуждены были учитывать интересы региональных элит, не связывавших себя с римской политической традицией. Иоанн III, отвечая папе Григорию IX, подчёркивал, что Константин Великий передал власть над римлянами греческому народу. Термин «эллин» постепенно утратил связь с язычеством, превратившись в престижный идентификатор. Патриарх Григорий Кипрский (1283—1289) в похвальном слове святому Георгию называл Каппадокию регионом, «издревле населённым эллинами, народом, прославленным словом». Описывая Кипр под властью Лузиньянов, он отмечал, что местные греки ещё не подчинились «варварам-италийцам». Феодор II Ласкарис (1254—1258), восхищаясь руинами Пергама, открыто признавал греков своими предками. Мануил Хрисолор описывал Константинополь как творение «двух мудрейших и сильнейших народов — римлян и эллинов», чьи потомки должны мудро управлять миром. Григорий Кипрский, став патриархом, в похвале Андронику II Палеологу (1282—1328) называл династию Палеологов «славнейшей среди эллинов и римлян».
На подвластным латинянах территориях византийцы стремились сохранять культурную правовую автономию. Жители Фессалоник сдали город императору Балдуину Фландрскому при условии управления согласно обычаям византийских императоров. Согласно Морейской хронике, жители Пелопоннеса требовали от франков сохранения «веры» и обычаев, «закона римлян». Карл I Анжуйский в 1272 году гарантировал жителям Корфу сохранение их имущества «согласно обычаю и практике острова» (лат. secundum usum et consuetudinem insule). Представители общины Корфу в 1294 году просили Карла II Сицилийского подтвердить привилегии, дарованные при Комнинах; тогда же Карл обещал править согласно «древним их обычаям» (лат. antiquas consuetudines). Генуэзцы в 1346 году признали за хиосскими архонтами привилегии, дарованные императором ромеев. Несколько десятилетий спустя жители Корфу в акте передачи острова Венеции ссылались на право жить «по своим законам» (лат. colle nostre leggi); Венецианская республика признала «обычаи» местных жителей, существовавшие с древних времён (лат. quas antiquitus habuerunt). В 1389 году Венеция пообещала жителям Навплиона сохранение местных обычаев; в 1390 году жители Тиноса передали остров венецианцам при условии признания местных обычаев. О своих привилегиях византийских времён жители Монемвасии помнили даже в XVI веке. Одновременно происходил распад единой идентичности на региональные, что зафиксировано в Хронике Токко рубежа XIV—XV веков.

### Византийская идея при Палеологах
Перу выдающегося философа последнего этапа существования Византии Гемиста Плифона (ок. 1360—1452) принадлежат несколько произведений, в которых излагается политическая программа, многими исследователями рассматриваемая как первое проявление греческого национализма. В историографии до середины XX века присутствовала тенденция рассматривать взгляды Плифона в расовом смысле. Ханс-Георг Бек интерпретировал позицию Плифона как «сильную эллинскую расовую гордость» (нем. den sehr starken hellenischen Rassenstolz), основываясь на трактате «Советы Димитрию Палеологу», где противопоставлялись «варвары» и «единородные» (др.-греч. ὁμόφυλοι). Современные исследователи сомневаются, что Плифон использовал «φυλή» («раса», «племя») как ключевой термин. Наиболее полно политическая программа Плифона и его ви́дение состояния византийской нации выражено в адресованном императору Мануилу II «Меморандуме» 1418 года, фраза «Мы, которыми Вы руководите и правите, являемся народом эллинов (Ἒλληνες ἔσμεν τὀ γένος), как об этом свидетельствует наш язык и отцовское воспитание» из которого вызвала ожесточённые споры. Использование термина «эллин» в определении Плифона означало отказ от универсалистских претензий Римской империи, ранее признававшимися всеми державами, и принятие националистического партикуляризма. Заявив об этнической преемственности назвав эллинов «родом», Плифон усилил национальный миф, в то время ещё не сформировавшийся. «Ромеи» же у Плифона это покорившие некогда персов римляне древности. Напротив, этноним Ἑλλήνες обозначает как древних греков, так и византийцев, что позволяет философу выстроить связь между античными греками и современными ему эллинами.
В предисловии своей «Истории» Лаоник Халкокондил (около 1423—1490) анализирует упадок «власти эллинов» и возвышение османов. Он отмечает, что римские императоры, перенеся столицу в Византий, сохранили титул «римских василевсов», хотя большинство населения составляли греки, удержавшие язык и обычаи. Халкокондил подчёркивает противоречия между латинянами и эллинами: первые, избрав королей из галлов или германцев, стремились к религиозному единству, тогда как вторые отвергали изменения в традициях. Захват Константинополя в 1204 году при поддержке венецианцев и папы стал следствием этих разногласий. Историк подробно описывает Никейскую империю и миссию Иоанна VIII Палеолога на Ферраро-Флорентийском соборе, завершившемся заключением и последующим отвержением унии греками. Халкокондил критикует претензии эллинов именоваться «ромеями», указывая на непреодолимые религиозные и культурные различия. В заключении предисловия автор констатирует сложное положение Византии в XV веке, где греки (др.-греч. Ἕλληνες) сталкиваются с османской угрозой. Основной фокус труда — возвышение турок и падение империи — представлен как закономерный итог внутренних противоречий и внешнего давления. Халкокондил, избегая этнического детерминизма, акцентирует роль политических решений и культурной идентичности в историческом процессе.
Автор 8-томной «Истории нового эллинизма» («Ιστορία του Nέου Ελληνισμού, 1204—1831», 1961) Апостолос Вакалопулос выдвигает тезис о непрерывности «национального сознания» греков, сохранившегося под римским владычеством и достигшего пика в XV веке. Автор утверждает, что после 1204 года началось «национальное пробуждение», подготовившее почву для «нового греческого мира». В главах, посвящённых эпохе Палеологов, Константин XI Палеолог представлен как «царь греков», а Халкокондил — как выразитель надежд на восстановление «греческой нации». Вакалопулос отводит ключевую роль народным массам, которые, по его мнению, первыми стали использовать термин «эллины» вместо «ромеи», передав эту практику интеллектуалам. Он ссылается на фольклорные предания XIX—XX веков, где древние эллины изображались сверхъестественными существами, однако признаёт отсутствие прямых доказательств связи этих представлений с византийской эпохой. Критики его теории указывают, что примеры массового самоназвания византийцев «эллинами» не известны даже для позднего периода.

## Компоненты идентичности

### Этнический аспект

#### Ромеи
Римская идентичность в Византии имела этнический характер, формируясь в противопоставлении варварскому «другому», но включала политические, социальные и религиозные институты, а также осознание преемственности с античным Римом. Ключевым самоназванием византийцев оставалось Ῥωμαῖοι («ромеи»), употреблявшееся в двух основных значениях. Первый аспект — политический: Ῥωμαῖοι обозначали государство под властью императора. В VI веке Прокопий Кесарийский, описывая войны Юстиниана I (527—565) против остоготов в Италии, сталкивался с ситуациями, требующие разграничения различных групп, идентифицировавших себя как римляне. Будучи участником походов полководца Велизария, историк приводит свидетельства из первых рук. Во время осады Неаполя в ноябре 536 года Велизарий призвал жителей города, находившегося под властью готов, сдаться, аргументируя это стремлением избежать разграбления варварскими союзниками в римской армии, чью ярость он не смог бы сдержать. Прокопий акцентирует сложность идентичностей: Велизарий олицетворял Римскую империю, командуя войсками, включавшими федератов-варваров. Неаполитанцы, будучи римлянами по истории и культуре, находились под политической властью готов, чей гарнизон в городе исключался из переговоров. В других эпизодах автор упоминает римские группы среди готов и германцев, сохранявших военные структуры (например, легионы) и элементы одежды, унаследованные от античности.
Константин VII Багрянородный использовал термин «ромеи» в контексте сбора дани, управления территориями, ведения войн и дипломатии. Титул βασιλεὺς Ῥωμαίων («император римлян»), официально закреплённый в 812 году как ответ на претензии Карла Великого, подчёркивал связь власти с римской традицией. Второй аспект — этнокультурный: Ῥωμαῖοι ассоциировались с православием, греческим языком и «цивилизованностью». Евстафий Солунский в конце XII века, обвиняя латинян в угрозе «против римлян», имел в виду защиту византийского государства. Выражения вроде «глаза римлян» или «дела римлян» (др.-греч. τὰ Ῥωμαίων) отражали восприятие империи как единого политического организма.

#### Греки
Как отметил на посвящённой греческой идентичности в Средние века конференции американский византинист Спирос Врионис, современные дебаты осложняются критикой традиционных нарративов. Некоторые авторы оспаривают «греческий» характер античной цивилизации, приписывая её истокам афро-египетские или семитские корни. Из такой парадигмы возможны два вывода: либо средневековая греческая идентичность отсутствовала из-за разрыва с античностью, либо она сформировалась в Средние века независимо от древности. Проблема тесно связана с идеологическими течениями Нового времени — романтизмом, национализмом, марксизмом, деконструктивизмом, — которые повлияли на академические и политические интерпретации прошлого. Современная Греция, утверждая связь с античностью и Византией, сталкивается с критикой, отрицающей непрерывность этнокультурной традиции. Термин «Средние века» применительно к Византии также проблематичен, так как империя сохраняла римскую политическую структуру, отличаясь от западноевропейских моделей. Концепция «греческости» (англ. Greekness) в данном контексте оказывается продуктом длительного взаимодействия учёных, политиков и общества, где объективность исторической науки пересекается с современными идеологическими запросами.
Слово «эллин», первоначально обозначавший греков V—IV веков до н. э. по языку, территории и культуре, в раннехристианский период приобрело религиозную окраску, став синонимом язычества (аналогично лат. paganus). Географически Ἑλλάς относилась к южной части Балкан, дав название феме Эллада, созданной в VIII веке для защиты областей бывших провинций Ахея, Фессалия и Старый Эпир. Классическая эллинская культура, включавшая политеистическую религию, оставалась основой образования, несмотря на конфликт с христианством. Отцы Церкви, отвергая языческое содержание античной литературы, сохранили её изучение как образца стиля. К поздней античности термин «эллин» в восточноримском обществе преимущественно ассоциировался с дохристианскими культами, хотя сохранял второстепенные значения, связанные с языком, географией и интеллектуальным наследием. Григорий Назианзин в IV веке обвинял императора Юлиана в необоснованном смешении греческой религиозной космогонии с эллиноязычием. Для Григория «эллинизировать» означало «говорить по-гречески», а не «быть язычником». Однако он же противопоставлял «эллинское или многобожное» учение христианской Троице. Позднее Иоанн Златоуст, восхваляемый как «герой, прославляемый по всей Элладе», критиковал эллинов за «совершенно нездоровые воззрения».
В византийский период термин «эллин» окончательно закрепился как синоним язычника. Историки V—VI веков, такие как Созомен и Прокопий Кесарийский, использовали его для описания нехристианских культов: первый упоминал «варваров, исповедующих эллинизм», второй — «древнюю веру, которую ныне называют эллинской». Религиозная ортодоксия стала основой государственной идеологии, особенно при императоре Юстиниане I. Его религиозная политика включала запрет языческих школ, подавление греческих городских традиций и меры против тех, кто придерживается дохристианских практик. Законодательство VI века требовало обращения всех «эллинов» в христианство под угрозой лишения гражданских прав и суровых наказаний. Термин «эллинизм» трансформировался из обозначения культурно-политической традиции в символ враждебного христианству мировоззрения. Византийские хроники, опиравшиеся на библейскую историографию, систематически критиковали греческое наследие. Например, Георгий Амартол в IX веке утверждал, что греческие науки и искусства заимствованы у евреев, а изучение эллинской истории лишь подтверждает вторичность их достижений. Хронисты описывали древнегреческие практики — жертвоприношения людей и животных, магию, астрологию — как проявления «беззакония и нечестия». В противопоставление христианскому обществу, где «отброшена жестокость убийств», язычники изображались погружёнными в непрерывные войны и насилие. Монах Феодор Студит «последними эллинами» называл своих оппонентов-иконоборцев, «греками» он называл всех жителей империи, а «римлянами» у него были только императоры.
В поздний византийский период (XIII—XV века) термины «эллин» (др.-греч. Ἕλλην) и «грек» (др.-греч. Γραικός) стали чаще использоваться для обозначения грекоязычного населения на фоне политического упадка империи. Интерес к античному наследию среди учёных, чиновников и императоров, проявившийся с IX—XII веков, усилился после территориальных потерь и фрагментации государства под ударами крестоносцев, славян, турок и итальянских городов. К XIII веку Византия утратила статус мощной империи, что заставило элиту искать новые формы идентичности. Термин «ромеи» (др.-греч. Ῥωμαῖοι) сохранял политико-государственную коннотацию, подчёркивая преемственность с Римской империей, тогда как «греки» и «эллины» акцентировали языковую и культурную связь с античностью. Внешние наблюдатели — славяне, латиняне, мусульмане — уже с X—XI веков называли византийцев «греками», отделяя их от римского наследия. Мусульманские авторы воспринимали их как «испорченных потомков древних эллинов». Византийские интеллектуалы XV века Симеон Солунский, Михаил Критовул и Дука открыто использовали «эллины» для самоописания. Симеон строго разделял «ромеев» (византийцев) и «эллинов» (язычников). Критовул в «Истории Мехмеда Завоевателя» называл византийские города и земли «эллинскими», а их жителей — «эллинами, страдающими под османским игом». Дука, противопоставляя современных греков славным предкам, писал: «Грубый народ, ненавидящий добро, корень высокомерия, цвет надменности, отбросы рода эллинов».

#### Прочие народы
Византийские авторы раннего и среднего периодов, хотя и использовали выражения для обозначения «границы», избегали чётких определений. Константин Багрянородный, энциклопедия «Суда» и авторы военных руководств используют несколько терминов, показывающих, что византийцы, по крайней мере стратеги и тактики, концептуализировали границу в пространственном ключе. Соответственно, многие византийские авторы считали империю ограниченным политическим пространством, где пределы суверенитета очерчивались фиксированными линиями, определяемыми либо естественными рубежами, либо межевыми знаками. В то же время в литературе граница присутствовала как понятие маргинальное и периферийное. В риторическом плане граница определяла пределы ойкумены и разделяла цивилизованное пространство от варварства. Получив образование преимущественно в Константинополе, византийские авторы воспроизводили дуалистическое видение мира, описывая варваров как нецивилизованных чужаков, следуя классическому топосу, присутствующему уже в афинских источниках V века до н. э.
Термин «варвар» (др.-греч. βάρβαρος), изначально возникший в древнегреческом контексте как звукоподражание негреческой речи, в византийский период сохранил негативные коннотации, противопоставляя ромеев инородцам. В классической традиции варварами называли негреков, предполагая в них таким образом культурную и моральную неполноценность. С переходом к римской идентичности термин стал применяться к народам за пределами империи, хотя изначально греки считали римлян также варварами. После эдикта Каракаллы 212 года, даровавшего римское гражданство всем свободным жителям империи, акцент сместился с территориального на политико-религиозные критерии. Варварами стали считать тех, кто не подчинялся императору и не исповедовал православие. С расселением варварских племён внутри Византии и их интеграцией в армию географический фактор утратил прежнюю значимость. По мнению Дмитрия Оболенского этническое содержание в оппозиции «ромеи-варвары» отсутствовало из-за полиэтничности империи. В то же время, понимание «варваров» как тех, кто проживая вне империи не подчиняется власти императора, неявно предполагало этическую составляющую. В византийский период варвары, прежде всего наёмники, составляли важную категорию подданных византийского императора. Константин Багрянородный отмечал, что браки с франками допустимы из-за родства, восходящего к Константину Великому. Универсалистская риторика Византии предполагала, что все народы теоретически подчинялись императору, чьи претензии на всемирное владычество символизировались присутствием варваров при дворе.
Византийские авторы нередко проводили формальное разделение ромейства и варварского пространства по Дунаю. Подобное упрощённое деление Балкан на два однородных идентитарных блока игнорировало присутствие крупных неримских этнических групп южнее Дуная и сложные идентификационные связи между римлянами и данными группами. Французский византинист Жильбер Дагрон предложил классификацию иностранных народов по степени их близости к Константинополю. Среди них выделяются группы, занимающие геополитически промежуточное и неопределённое положение, например армяне, грузины и, отчасти, сиро-яковиты. По выражению Дагрона, такие народы, учитывая службу их представителей офицерами и пополнение акритских войск, находятся «одновременно внутри и вне империи», составляя по сути «население между»: одновременно «внутренние» как пограничные воины и «внешние» как полуварварские посредники. Дагрон утверждает, что подобная двойственная связь стала одним из ключевых элементов пограничного равновесия, установившегося в IX веке.

### География

#### Глобальная и локальная идентичности
Описательная модель, заимствованная из исследований современных наций-государств, утверждает, что до индустриализации крестьянские общины не могли принадлежать к «воображаемым сообществам» (в терминологии Бенедикта Андерсона) крупнее местного уровня. Для Византии эта модель, как утверждает Э. Калделлис, ошибочна: сельские общины были интегрированы в государственные структуры и осознавали себя римлянами и христианами. Христианство как надрегиональная сила распространилось в деревнях без промышленности и газет. Хотя некоторые византинисты используют эту модель для отрицания римской идентичности византийцев, обилие свидетельств опровергает её. Локальность действительно существовала, но в рамках глобальной идентичности.
Византийские авторы редко теоретизировали соотношение глобального и локального. Патриарх Фотий, столкнувшись с вопросом о совмещении апостолом Павлом римского гражданства, иудейского происхождения и связи с Тарсом, разработал концепцию множественных «патрид» (др.-греч. πατρίδες): предки (иудеи), родной город (Тарс), гражданская общность (Рим), религия (христианство с небесным Иерусалимом как патридой). К среднему византийскому периоду слои идентичности упростились. Михаил Пселл, описывая Исаака Комнина, отмечал: полководец из селения Пелла «принёс славу и patris, и селу», где патрис — Романия, то есть Византия. Военные уставы, исторические тексты и богослужения предписывали защищать всю римскую территорию как патрис, а не только родные земли. Один источник указывал: «Стратиг должен мстить не за один атакованный город, но быть защитником всей патрис». Пселл называл себя «римским патриотом» — подобные заявления встречаются у других авторов. Византийские императоры не забывали о своей малой родине, прилагая усилия по её благоустройству, писатели возвеличивали свои родные города в своих произведениях.
Говоря о происхождении знаменитых людей, источники как «патрис» говорят о город или селе, провинции или фема. Использовались термины ὁμόπατρις («каппадокийцы-гомопатриды» или по городу, например «фессалоникийцы-гомопатриды»). Уроженец Константинополя мог считать патрис провинцию (Родос), подобно современным афинянам или мадридцам, называющим родиной деревню предков. Возвращение в провинциальную патрис (например, Пафлагонию) считалось нормой. Агиография подчёркивала локальное происхождение святого, восхваляя место, его воспитавшее. Жанр панегирика требовал прославления патрис героя, но «если ни патрис, ни род не знамениты, тему следует опустить». В юридическом смысле концепция двойной идентичности была закреплена в «Эклоге» VIII века, установившей Константинополь в силу общности патрид как единую судебную инстанцию.

#### Столица и провинции
После резкого сокращения границ в конце VI — начале VIII века Византийская империя вступила в фазу экспансии с середины VIII до начала XI века, увеличив территории и население вдвое. Греческие земли, занятые славянскими племенами с конца VI века, постепенно возвращались под контроль Константинополя с середины VIII века. В X—XI веках империя присоединила части Месопотамии, Северной Сирии, Армении, Иберии, а также подчинила Болгарское царство и славянские княжества на Балканах. Идеологической основой экспансии служила концепция восстановления orbis romanum — «вселенской Римской империи». Византийские хронисты апеллировали к двум ключевым событиям: созданию территориальной империи при Августе в I век до н. э. и её воссоединению при Константине Великом в IV веке. Элита рассматривала подчинённые народы как часть римской ойкумены, а не как отдельные этносы. Концепция «родины» у византийской элиты до конца XII века связывалась не с этнической общностью, а с политическими границами римского мира. Константин Багрянородный противопоставлял современные ему сокращённые границы империи достижениям Юлия Цезаря, Августа, Траяна, Константина и Феодосия I. Анна Комнина в середине XII века утверждала, что её отец Алексей I Комнин, не будь внешних препятствий, восстановил бы власть Рима от Атлантики до Индии. К концу XII века центральная власть, утратившая авторитет и эффективность, не могла обеспечить защиту от набегов сельджуков с востока и пиратства в Эгейском море. Провинциальные общины, разочарованные коррумпированной налоговой системой и отсутствием поддержки, стали опираться на местных лидеров, таких как Феодор Мангафас в Филадельфии, семейство Гаврасов в Трапезунде, Исаак Комнин на Кипре и Лев Сгур в Пелопоннесе. Эти правители, ранее занимавшие административные посты, фактически обрели независимость, игнорируя имперские институты. Экономические процессы XII века, приведшие к росту благосостояния провинциальных центров и уменьшению значения Константинополя, вызывали ощущение паразитизма столицы.
Этнический аспект, усилившийся в эпоху Комнинов, акцентировал православие, греческий язык как родной и культурные традиции, выделяя «истинных» ромеев среди прочих подданных, обозначаемых как «миксоварвары» («полуварвары»). В армии появились этнически называемые подразделения, что подчёркивало иерархию внутри империи. Конфликт идентичностей иллюстрирует случай Иоанна Итала, сицилийского интеллектуала, чьё неидеальное знание греческого и латинское происхождение вызвали неприятие у Анны Комнины, представительницы константинопольской элиты. Михаил Хониат в ироничном ключе называл афинян варварами, Константин Манассия высмеивал киприотов за «дурной запах». Однако отношение не всегда было однозначным: Феофилакт Охридский, архиепископ Болгарии в конце XI века, в письмах к столичным коллегам выражал презрение к пастве, но в других работах проявлял интерес к болгарской культуре и заботился о благополучии епархии. Эпос о Дигенисе Акрите, отражающий малоазийские взгляды XII века, иллюстрирует антагонизм между провинцией и столицей. Герой сохраняет верность империи, «хотя не получает от неё ничего хорошего». Как отмечает Леонора Невилл (англ. Leonora Neville), взаимное непонимание между центром и периферией сочеталось с гибкой системой управления, допускавшей местные решения. Однако империи требовалось поддерживать образ силы, демонстрируя «способность к эффективному насилию» для предотвращения сепаратизма. Отсутствие такого потенциала угрожало суверенитету, особенно на фоне растущего отчуждения между константинопольской аристократией и провинциальными общинами. В меньшей степени вызывали отторжение и насмешки греческое население Южной Италии, в исторической области Великая Греция. За калабрийскими грекам признавалась особая связь с византийским миром, отличавшая их от соседних западных народов и сохранявшаяся впоследствии. Даже после перехода под власть норманнов, Штауфенов и Рима их идентичность оставалась понятной византийцам.
Относительно того, как жители столицы относились в целом к провинциалам, существуют различные точки зрения. Канадский византинист Винсент Трембле (англ. Vincent Tremblay) полагает, что целые народы, временно или постоянно подчинённые Византией и обращённые в христианство, как сербы и болгары, никогда не считались полноценными римлянами. По мнению Э. Калделлиса, снобизм столичных жителей преувеличен и никогда не отменял общей римской идентичности, объединявшей столицу и провинции. Впрочем, тот же автор отмечает использование в отношении сербов риторики дегуманизации. Дмитрий Оболенский, рассматривая отношения между Константинополем и провинциями в парадигме «Византийского содружества наций» не считал противоречия неразрешимыми.

#### Город и деревня
Интеллектуал XI века Михаил Пселл определял в качестве важнейшего атрибута самоуважения высокое общественное положение и ранг. Подобное представление в мировоззрении византийской элиты автоматически отводило большинству населения, преимущественно крестьянству, низкий статус. Термины, переводимые как «крестьянин», часто использовались в нарративных источниках с уничижительным оттенком. Представители высших классов не могли или не желали понять мировоззрение крестьян, вследствие чего многие аспекты крестьянского быта и культуры были для элиты либо недоступны, либо вызывали осуждение. Изгнанному из своей епархии архиепископу Евстафию Солунскому от пребывания в деревне запомнился сон на соломе в тесном, неприветливом деревенском доме. Историк XII века Иоанн Киннам также характеризует сельские жилища как жалкие, убогие малые хижины. Подобное отчуждение от крестьянского опыта прослеживается в нарративных текстах, затрагивающих различные стороны жизни — от питания до одежды и народной культуры. Никита Хониат и Михаил Пселл осуждали потребление овощей бедняками; Хониат называл таких людей «бледными» и «подобными мертвецам», игнорируя важность огородов для здоровья крестьян, отмеченную в «Геопонике». Анна Комнина выражала отвращение к употреблению проса вместо пшеницы, считая просо лишь кормом для скота. Евстафий Солунский, рассказывая о бегстве, сетовал на отсутствие «настоящего хлеба» в течение восьми дней, вынужденно питаясь деревенским хлебом с отрубями (др.-греч. πίτυρον), испечённым в золе, а также на отсутствие вина, заменитель которого оказался отвратительным. Анна Комнина использовала слово «крестьянин» (др.-греч. χωρίτης) как уничижительное обозначение некультурного человека. Иоанн Скилица применял выражение «как деревенщина» (ἀγροικικῶς) для описания неуместного высказывания. Лев Диакон сообщал, что Иоанна Цимисхия император Никифор II Фока «принудил» жить в деревне в качестве наказания; слова Цимисхия, приведённые Львом, подчёркивают унизительность сельской жизни в глазах элиты: «Ты сослал меня, чтобы я тратил время в деревне с крестьянами, как какой-то чужак без прав». Крестьянская культура и религия также подвергались осуждению: канонист XII века Феодор Вальсамон описывал деревенские празднества в окрестностях как чрезмерно развратные, антихристианские, полные языческих и суеверных элементов. Сама языковая структура поддерживала данную дихотомию: слово ἄγριος («дикий/невоспитанный») происходило от ἀγρός («поле/ферма»), тогда как ἀστεῖος («вежливый/утончённый») — от ἄστυ («город»).
Рассматривая социальное положение крестьян как не престижное, образованные византийцы признавали их экономическое значение в силу сельскохозяйственной функции, земледельческого труда и как налогоплательщиков. Крестьянское происхождение императора Василия I Македонянина требовало, тем не менее, осмысления, и авторы его жизнеописаний возводили его род к древним Аршакидам или Константину Великому. Отсылки к незнатному происхождению давали возможность биографам указать близость императора к простому народу. Чаще, однако, крестьянское происхождение использовалось против видных фигур. Скилица, описывая Михаила IV, и Михаил Пселл, характеризуя его племянника Михаила V, оба из которых были провинциалами, специально подчёркивали их незнатное происхождение. Скилица писал, что простонародное происхождение делало Михаила IV непригодным к правлению. Пселл называл отца Михаила V выходцем из никому не известной семьи, происходившей из «абсолютно безлюдной глухомани». Подобные характеристики являются литературной гиперболой: Михаил IV происходил из крестьянской семьи в Пафлагонии — регионе отнюдь не столь отдалённом, как пытался представить Скилица. В обоих случаях скромное происхождение служило инструментом критики, объясняя недостатки правления. Крестьянское происхождение само по себе не гарантировало осуждения, что демонстрирует пример Василия I, но при необходимости дискредитации императора легко использовалось.
Иногда нарративные источники отрицали саму возможность социального роста для провинциального населения. Михаил Пселл, описывая «разложение» бюрократии при нём, отмечал, что «те, кто прежде носил плащи из козьей шерсти», теперь занимали государственные посты. Термин «носящий плащ из козьей шерсти» (др.-греч. σισυροφόρος) уничижительно обозначал крестьянство — «Алексиада» прямо связывает данный термин с бедностью. Пселл намекал, что включение провинциалов и крестьян в государственный аппарат подрывало престиж должностей, выражая презрение к социальной мобильности. В другом пассаже Пселл критиковал императора Константина X (1059—1067) за устранение различий между ремесленниками и сенаторами, позволившее «людям рынка» наводнить сенат. Михаил Атталиат аналогично негативно упоминал «тьму людей» в сенате при Никифоре Вотаниате, правившем в 1078—1081 годах, выражая недовольство размыванием социальных границ. Продолжатель Феофана характеризует правление Михаила III (842—867) как «запятнанное деревенщиной (др.-греч. ἀγροικία) и некультурностью» правителей, что создаёт парадокс на фоне двойственного изображения происхождения Василия I.

### Религия
Православие играло ключевую роль в формировании византийской идентичности, противопоставляясь католическому Западу. Император, именуемый «тринадцатым апостолом» и «божьим» на монетах, рассматривался как защитник православия, а империя — как земное воплощение Царствия Небесного. Конфликты с мусульманами — сначала с арабами, а позднее турками, воспринимались как борьба за веру и отечество. Император Лев VI (886—912) в наставлениях военачальникам призывал войска сражаться «ради Бога, братьев по вере, жён, детей и родины», подчёркивая единство религиозного и политического долга. Византийские императоры активно участвовали в утверждении ортодоксии, отстаивая истинные догматы на церковных соборах и в ходе иконоборческих споров VIII—IX веков. Однако идеал единства веры и государства сталкивался с противоречиями. Христиане за пределами империи, такие как болгары, после крещения включались в политическое пространство Византии, но не всегда признавались этническими римлянами. Проблема усугублялась наличием иных христианских традиций, например, католиков-франков, чья вера рассматривалась как отклонение. Таким образом, православие, будучи стержнем римской идентичности, создавало напряжённость в отношениях с внешним миром и внутри империи, где религиозная принадлежность не всегда совпадала с политической лояльностью.
После крещения в 860-х годах Болгария более полутора веков существовала как христианское государство вне политических границ Византии, что противоречило византийской идеологии, где православие и имперская власть считались неразделимыми. Византийские авторы трактовали нападения болгар как «мятежи», подчёркивая претензии на гегемонию. Переписка патриарха Николая Мистика с царём Симеоном в X веке иллюстрирует попытки Константинополя утвердить контроль над болгарской церковью, что подразумевало и политическое подчинение императору. Окончательное включение Болгарии в империю Василием II в 1019 году восстановило формальное единство веры и власти, но лишь в политическом аспекте. Несмотря на интеграцию, болгары воспринимались как культурно чуждые. Их происхождение из «варварских» миграций на Балканы, отсутствие урбанизации и изначальное язычество маркировали их как «других». Даже после христианизации Лев VI называл их «почти ассимилированными», но не полноценными ромеями. В XI—XII веках термин «миксоварвары» применялся к смешанному населению северных границ, где межэтнические браки и культурный синтез затрудняли чёткую классификацию. Яннис Стураитис (англ. Yannis Stouraitis) из Эдинбургского университета полагает, что религиозная идентичность существовала в экспансионистском контексте, обладая имперско-вселенским характером, оставалась привязанной к изменчивым границам власти императора, функционируя как лояльность централизованной власти. Христианство же выходило за пределы империи, сочетаясь с региональными и этническими идентичностями. Правящая элита не отождествляла христианские общины за пределами империи с римской идентичностью в этнорелигиозном смысле. Христиане на утраченных территориях рассматривались как «братья по вере», но статус римских подданных получали лишь после реинтеграции их земель в имперский порядок. Такая практика отражала механизмы «сверху вниз» в формировании идентичности, где элита навязывала гомогенизирующий дискурс в условиях культурного разнообразия.
Раскол 1054 года между восточной и западной церквями усугубил конфликты. Норманны в Южной Италии и крестоносцы в Леванте насаждали латинский обряд, вытесняя православных священнослужителей или создавая параллельные иерархии, как в Антиохии, где латинский и православный патриархаты сосуществовали. Феодор Вальсамон, православный патриарх Антиохии, резко осуждал латинские практики, отражая растущую враждебность. Захват Константинополя крестоносцами в 1204 году стал кульминацией религиозно-политического противостояния. Франки, воспринимаемые как еретики, не только разрушили политическое единство империи, но и поставили под сомнение её сакральную миссию — быть «земным Царством Небесным». Это углубило кризис идентичности: лояльность императору, основа политической римскости, столкнулась с этнокультурным отторжением «латинских варваров». Таким образом, внутренняя религиозная раздробленность и внешнее давление франков раскололи византийское общество, подорвав единство римской идентичности.
Рост контактов между западными христианами и византийцами в Константинополе и других городах превратил различия в религиозных обрядах в источник конфликтов. Напряжённость отразилась в появлении трактатов «против заблуждений латинян», где акцент делался на повседневных расхождениях: способе совершения крестного знамения, использовании пресного хлеба в евхаристии. Более серьёзные вопросы, такие как верховенство папы, первоначально затрагивались реже. Активность папства в XI веке, особенно движение за реформы, усилило противостояние. Рим продвигал модель единоличной, имеющей божественное происхождение, власти папы, что противоречило концилиарной системе Восточной церкви, признававшей авторитет пяти патриархатов. Ключевым камнем преткновения стал вопрос о филиокве — добавлении в латинский Символ веры фразы «и от Сына» при описании исхождения Святого Духа. Западная церковь отказывалась пересматривать изменение, утверждённое папой, тогда как византийцы указывали на запрет изменений Никейского символа веры, и настаивали на разрешении доктринальных споров через вселенский собор.

### Культура

#### Язык
Греческий язык, наряду с православием, являлся ключевым элементом этнической римской идентичности в Византии. В восточной части Римской империи греческий изначально существовал как язык повседневного общения и культуры, тогда как латынь сохраняла роль языка власти, но после обособления восточных провинций в III—VII веках греческий постепенно вытеснил латынь в административной и политической сферах. В религиозной жизни греческий также доминировал. На вселенских соборах в Никее (325) и Халкидоне (451) прения велись на греческом, хотя церемонии открытия сопровождались латинскими речами императоров. Послание папы Целестина I на Эфесском соборе (431) потребовало перевода на греческий, что подчёркивало статус языка как основного для богословских дискуссий. Специалист по истории греческого языка Джеффри Хоррокс отождествляет средневековый «ромейский язык» (др.-греч. ῥωμαΐκα) с разговорным греческим. К XII веку империя, сократившись до грекоязычных регионов Эгейского бассейна, сохраняла многоязычие, но не рассматривала его как достоинство. Греческий оставался маркером этнической идентичности ромеев, отличая их от «варваров» и латинян. Даже в условиях франкского господства после 1204 года язык сохранял роль символа культурного превосходства, несмотря на утрату политического статуса. Император Ираклий I (610—641) окончательно отказался от латинских титулов в пользу др.-греч. βασιλεύς (басилевс) вместо лат. imperator, закрепив лингвистический сдвиг. Данное изменение совпало с военно-административной реформой: провинции реорганизовали в фемы — военизированные округа под управлением стратигов. Традиционная историография интерпретирует эти меры как системный отказ от латыни в пользу греческого, обусловленный кризисом VII века и необходимостью упростить управление. Представление о революционном характере изменений в VII веке восходит к Константину Багрянородному и его трактату «О фемах», разделившему историю империи на периоды до и после Ираклия. Автор объяснял создание фем делегированием военной власти стратигам, что, по его мнению, ознаменовало переход от античной традиции к средневековой. Однако современные исследования подчёркивают, что смена административного языка не была целенаправленной политикой: латынь сохранялась в отдельных сферах (например, военные термины) даже после VII века.
Высказанный Плифоном тезис о преемственности современного ему языка от древнегреческого языка, с лингвистической точки зрения не вызывающий существенных возражений, мало что значил с точки зрения установления всеобщей византийской идентичности. Лишь образованный правящий класс мог оценить данную филологическую традицию, поскольку придворные круги использовали искусственный архаизированный «аттический» стиль, сильно отличавшийся от разговорного демотического греческого. Возник разрыв между богатой народной литературой (димотические песни, эпос, пословицы) и всё более вычурной официальной литературой. Аналогичным образом, традиционная культура (др.-греч. πάτριος παιδεία) оставалась достоянием лишь образованного класса.
Византия никогда не была однородна в языковом отношении, и на её территории говорили не только на греческом или латыни. В зависимости от времени или места были в ходу армянский и другие кавказские языки, еврейский, коптский, сирийский, славянские и другие языки. Как отмечал интеллектуал XII века Иоанн Цец, в столице «даже воры» не говорят на одном наречии.

#### Грамотность
В средневековой Восточной Римской империи вертикальная социальная мобильность допускала переход из низших слоёв в элиту через образование, церковную карьеру или военную службу. Однако такие случаи оставались единичными: на одного человека, достигшего верхнего слоя, приходились десятки тысяч исключённых из политико-культурной жизни. Социальная стратификация, не зависевшая от происхождения, сохраняла разрыв между малочисленной грамотной элитой и неграмотными либо малограмотными массами. Данный культурный разрыв усугублялся региональным и этническим языковым разнообразием, препятствовавшим формированию общей массовой культуры. По оценкам, в X веке лишь около 300 человек могли создавать и читать литературные и исторические тексты. Даже при увеличении этой цифры в десять раз разрыв оставался колоссальным для империи с населением около 18 миллионов. Сведения из «Тактики» Льва VI подтверждают низкий уровень грамотности. Автор отмечает, что турмархи — вторые по рангу офицеры фемных армий после стратигов — «по возможности» должны уметь читать и писать. Оптимистичные оценки предполагают, что доля грамотных в империи не превышала 15-20 %. Я. Стураитис полагает, что отсутствие интереса элиты к распространению образования среди масс и политическому вовлечению подчёркивало их отчуждение от концепции «римского сообщества» как культурно-политической общности. Спирос Врионис, выражаясь менее категорично, признаёт, что распространённые в среде элиты концепции идентичности отличались от взглядов необразованного деревенского большинства.
У Анны Комнины прослеживается противопоставление политико-культурной идентичности правящего слоя этническому разнообразию масс. Описывая основанный её отцом Алексеем I Комнином сиротский приют в Константинополе, она упоминает «латинянина, получающего образование», «скифа, изучающего эллинский язык», «римлянина, изучающего сочинения эллинов», и «неграмотного эллина, учащегося правильно говорить». Анна использует классические этнонимы («эллины», «латиняне», «скифы») для описания современников. Термин «эллины» здесь обозначает грекоязычное население империи, не владеющее литературным языком и не связанное с античным наследием. Противопоставление «римлянина» (члена элиты) и «эллина» (неграмотного простолюдина) подчёркивает, что римская идентичность основывалась на образованности, включавшей знание аттического греческого и античной литературы. Для Анны принадлежность к римлянам не являлась этнической категорией — это статус, достижимый через усвоение культуры, что открывало путь в элиту даже иностранцам (например, «скифам»). Такое разделение отражало представление элиты о своём праве управлять разнородными народами. Анна утверждала, что римская власть по природе предназначена для господства над ethne («народами»), а задача императора — восстановить контроль над всем orbis romanum. Культурный разрыв между элитой и массами, по её мнению, оправдывал исключительный статус римлян как носителей высшей политической и образовательной традиции.

### Пол и семья
Византийцы использовали несколько терминов для обозначения семьи, включая συγγένεια (родство), γένος (род/кла́н) и οἶκος (домохозяйство). Συγγένεια и коллективное συγγενεῖς обозначали одновременно семейную ячейку и родственные связи. Γένος подчёркивало биологическое родство и многопоколенную родственную группу. Наиболее употребимым понятием был οἶκος, охватывавший физическое жилище и его обитателей: кровных родственников, рабов (др.-греч. ἄνθρωποι), слуг и прочих зависимых лиц. Правовой статус ἄνθρωποι варьировался; свободные слуги освобождались со смертью главы дома (др.-греч. αὐθέντης), тогда как вольноотпущенники и рабы оставались привязаны к семье на протяжении поколений. В сложной структуре домохозяйства существовали степени принадлежности к семье. Нотариальные договоры об усыновлении XII—XV веков разделялись на два типа: одно делало приёмного ребёнка наследником имущества и продолжателем γένος с правами законного (др.-греч. γνήσιος) потомства; другое предоставляло лишь базовое содержание и приданое без равных прав. Подобный статус имели вольноотпущенники, чьё право наследования требовало прямого указания в завещании господина. Византийское домохозяйство, как и общество в целом, строилось на иерархии во главе с юридически признанным αὐθέντης. Хотя кодификация Юстиниана ограничила права pater familias, иерархия сохранялась. Иоанн Златоуст в конце IV века описывал её так: муж управляет женой, жена — рабами, рабы — своими супругами, а те — детьми.
Как отмечает британская византинистка Лиз Джеймс, по современным меркам византийское общество было одновременно женоненавистническим и патриархальным. Господствующая идеология рассматривала женщин как низших по сравнению с мужчинами, слабых и ненадёжных, ставя их в один ряд с детьми, умственно неполноценными и рабами как неспособных давать публичные показания. Женщин считали похотливыми искусительницами с неконтролируемой и неукротимой сексуальностью, чьё надлежащее место было в доме, вдали от публичной жизни. Мужчины и мужское поведение составляли норму, женские роли определялись данной нормой. Политическая или публичная жизнь женщин подвергалась строгим ограничениям. Женщины не допускались на должности в структурах государства, церкви или армии. В частной сфере семьи им отводилась более активная роль, поскольку моногамный брак поощрялся государством и церковью, а семья как институт приобретала растущее значение. «Добродетельной» женщине предписывались четыре возможные роли: дева, жена, мать, вдова. «Дурными» считались женщины, отклонявшиеся от данных норм, наиболее очевидный пример — проститутки. Восхваление доброй жены и матери в сочинениях византийских мужчин указывает на повышение идеологического статуса указанных ролей. Жёны, матери и вдовы несли ответственность за воспитание детей в раннем возрасте. После материнства следующей важнейшей ролью женщины любого класса становилось ведение домашнего хозяйства. Данное обстоятельство, вероятно, связано с наличием у женщин всех сословий и происхождения важных личных, экономических и имущественных прав, гарантированных законом. Женщина сохраняла право собственности на приданое, хотя управлял им муж, и могла отчуждать унаследованное имущество; вдовы сохраняли право владения и управления семейной собственностью, включая приданое. Вдовы также обладали властью над сыновьями. Судебные акты свидетельствуют, что женщины выступали в судах, успешно ходатайствуя о разводе, разрешении имущественных споров, контроле над собственностью. Дочери наравне с сыновьями имели право на долю в родительском наследстве, имущество передавалось по женской линии. В рамках семьи от женщин ожидали активности в экономических вопросах, а реальное право собственности женщин являлось ключевым фактором понимания византийской семейной жизни. Касательно образования женщин ситуация неясна. Грамотность среди женщин не была распространена и являлась преимущественно привилегией высших классов; тем не менее женщины-писательницы оставались исключениями: гимнограф IX века Кассия и единственная византийская женщина-историк Анна Комнина.
Несмотря на существование значимых работ о природе византийской маскулинности, одежде и мужской сексуальности в Византии, исследователи ещё далеки от комплексного анализа византийской маскулинности и понимания факторов, конструировавших мужскую идентичность. Отсутствие статьи «мужчины» в Оксфордском словаре Византии отражает сохраняющееся восприятие мужчин как нормы, не требующей гендерного объяснения. Гендерные исследования Византии не ограничиваются бинарным делением на мужчин и женщин. Евнухи составляли значительную и повсеместную часть византийского общества; их роль и статус дискутируются как византийскими авторами, так и современными учёными. Рождённые мужчинами, после кастрации они занимали неопределённое положение в гендерной иерархии. Византийские тексты характеризуют евнухов противоречиво: их могли причислять к мужскому или женскому полу, приписывая как маскулинные, так и феминные качества. Евнухов описывали как изнеженных и распутных, но также как храбрых и целомудренных. Они занимали государственные должности и командовали армиями, одновременно прослыв любителями роскоши и праздности. Гендерные характеристики служили оценочным инструментом: «плохого» евнуха наделяли феминными чертами, «хорошего» или святого — маскулинными. Евнухи демонстрировали способность к изменчивым гендерным ролям. Дискуссия о восприятии евнухов как «третьего пола» в Византии остаётся острой, особенно в связи с вопросом о природе и поле ангелов. Византийское искусство часто изображало ангелов подобно евнухам, создавая визуальную путаницу. Амбивалентная природа евнухов предоставляет ключ к пониманию византийских представлений о мужчинах и женщинах, маскулинности и феминности.

## Социальная стратификация в Византии
Один из возможных подходов к описанию византийского общества состоит в изучении его институтов. Социальная иерархия возглавлялась императором, опиравшимся на сенат, бюрократию и провинциальную аристократию. Сенат, постепенно теряя влияние, к позднему периоду превратился в собрание знати. До XI века армия формировалась через ежегодный набор, позднее перейдя к профессиональным военным и наёмникам. Византийские купцы доминировали в международной торговле, но арабские завоевания VII века, конкуренция итальянских республик с XI века и захват Константинополя крестоносцами в 1204 году подорвали их позиции. Духовенство, включавшее приходских священников и монахов, обладало значительным влиянием. Следует ли рассматривать Византию как «теократию» или как «республиканскую монархию» остаётся предметом дискуссии.
Понятие «социальный класс» применительно к Византии является анахронизмом, и корректным считается использование византийских терминов κοινωνία («община») и τάξις («порядок», «чин»). др.-греч. Κοινωνία, эквивалент лат. societas, имело поначалу преимущественно правовые и религиозные коннотации. др.-греч. Τάξις отсылало к лат. ordo, обозначавшему отдельные социально-политические и религиозные корпорации, но не общество в целом, и к аристотелевским и неоплатоническим принципам государственного устройства. Ключевым термином, описывавшим совокупность людей в рамках государства, выступала античная πολιτεία (полития). Данное понятие изначально относилось к конституционному устройству древнего полиса и охватывало группы, обеспечивавшие гармонию и функционирование государства. Участие в политии вытекало из правового статуса граждан с сопутствующими обязательствами, правами и привилегиями. В платоновской и аристотелевской традициях полития, общество и государство совпадали. Уже в античности идеал уже не соответствовал реальности, так как не все жители были πολίτης — членами политии, а в ранней Византии (IV—VIII века) разрыв усилился. Лица, не принадлежавшие ни к одной группе, составлявшей πολιτεία, существовали вне византийского общества. Членство в конкретной группе определяло положение и роль в политии; объединяющим началом служила не «классовая» принадлежность, а общая функция, формировавшая крупные группы. Внутри таких групп наблюдались значительные различия в статусе, богатстве, образовании, обязанностях и занятиях, что исключало подлинное социальное единство и предполагало существование подгрупп. Яркий пример — так называемое «сенаторское сословие» (др.-греч. ἡ συγκλητικὴ τάξις), отличавшееся огромной внутренней статусной дифференциацией. При этом официальное понятие Ρωμαϊκὴ πολιτεία («Римская полития») подразумевало всех жителей империи независимо от социального положения, а не только группы, конституционно вовлечённые в управление.
Социальные и политические теории Византии испытали сильное влияние античной философии. Первоначально признанные «социальными группами» объединения постепенно приобрели конституционный характер в позднеримскую эпоху; по интерпретации Ханса Георга Бека, таковыми выступали электоральные корпуса — сенат, армия, константинопольские δῆμοι (демы, партии ипподрома), а позже церковь. Сохранились лишь два анонимных текста VI века, отражающих византийские представления о политии, трактаты «О стратегии» и «О политической науке». Автор первого из них рассматривает составные части политии (др.-греч. πολιτείας μέρη) только во введении. Каждая часть наделялась определённой ролью в политии и подчинялась руководителю. К ним относились: церковь (др.-греч. ἱερατικόν), члены Совета (др.-греч. συμβουλευτικόν), судьи (др.-греч. νομικόν), торговцы (др.-греч. ἐμπορικόν), поставщики продукции (др.-греч. ὑλικόν) и служащие (др.-греч. ύπηρετικόν). Из-за утраты первой части трактата иерархия групп неясна; во второй и третьей главах, например, νομικὸν и συμβουλευτικὸν следуют за ἱερατικόν в обратном порядке. Автор также упоминает финансовую администрацию (др.-греч. χρηματικὸν) и строителей (др.-греч. τεχνικὸν). Группа χρηματικὸν включает управляющих государственными финансами, сборщиков налогов, финансовых инспекторов и распределителей денежных средств. Лишь торговцы, судя по тексту, находились под контролем надзирателей профессиональных корпораций. Примечательно отсутствие упоминания других профессиональных групп — грамматиков, врачей, земледельцев, названных лишь однажды в повреждённом начале текста. Возможно, их незначительный вклад в политию признавался, либо они включались в сферу влияния высших групп, подобно иным упомянутым частям. Описанная в «О стратегии» организация общества отражает городские структуры с доминированием профессиональных гильдий в гражданской жизни, что соответствовало позднеримской традиции классификации по роду занятий.
Один из вошедших в Дигесты Юстиниана закон перечисляет следующие социальные оппозиции: декурионы-плебеи, уважаемые-ничтожные, богатые-бедные. Описывая подданных императора Константина IX, писатель XI века Иоанн Мавроп перечисляет «людей разных званий и должностей, монахов и женатых, священников и мирян, титулованных и обывателей, штатских и солдат, благородных и худородных, богатых и бедных, в превосходном состоянии и не очень». Два столетия спустя сходный набор оппозиций назвал митрополит Феодор Скутариот. В целом, византийцы понимали «благородство» в широком диапазоне, включая в него и «благородство духа». Хотя для византийцев не был характерен снобизм, предубеждение против чужаков и рабов всегда присутствовало.

## Социальное неравенство

### Социальные низы
На нижнем уровне социальной иерархии Византии находились рабы. Современная парадигма изучения рабства связана с трудом Орландо Паттерсона «Рабство и социальная смерть» («Slavery and Social Death», 1982). Концепция «социальной смерти» включает три элемента: «натальное отчуждение» (утрата родственных связей), «абсолютная тирания» и «паразитическая деградация». Для Византии особое значение имеет натальное отчуждение. Паттерсон определяет натальное отчуждение как потерю прав рождения, исключающую принадлежность к социальному порядку. В римском и византийском контексте это выражалось в отрицании родства с отцом: статус раба наследовался от матери, а роль отца замещалась господином. Византия, хотя и не анализировалась Паттерсоном из-за проблематичности её классификации как «рабовладельческого общества», демонстрирует оба аспекта: натальное отчуждение было основой рабского статуса, а термины родства (например, др.-греч. παῖς — дитя/раб, др.-греч. αὐθέντης — родитель/господин) стирали границы между семейной иерархией и отношениями собственности. Рабы, как и члены семьи, не могли свидетельствовать против господина, кроме случаев государственной измены. Согласно правовому сборнику XI века «Пейра», перед императором «отец семейства — ничто, и даже те, кто находится властью (др.-греч. ὑπεξούσιοι) отца, также находится под властью (др.-греч. συνυπεξούσιοί) императора», подчёркивая параллели между властью в доме и государстве. Наиболее распространённой формой рабства был домашний труд. Рабы выполняли бытовые обязанности, интегрировались в частную жизнь хозяев, часто имели собственные семьи. Термин οἰκογενής (букв. «доморожденный»), обозначающий родственников, изначально применялся к рабам, рождённым в доме господина. Византийские источники часто нечётки в разделении рабского и свободного статуса из-за множества терминов для слуг. Такая неопределённость отражает приоритет относительных социальных связей над юридическими категориями. Для авторов важнее было показать иерархию власти, чем абсолютный статус лица.
Теория Эвелин Патлажан принципиальном характере разделения византийского общества на богатых и бедных («Pauvreté économique et pauvreté sociale à Byzance, 4e-7e siècles», 1977), оказала большое влияние на последующие исследования. Мотив бедности восходит к евангельским истокам, а солидарность с нуждающимися и отверженными — к первым христианским общинам. Константин, первый христианский император, заложил основы данной модели, делегировав церкви обязанности по общественной помощи в обмен на налоговые льготы. К таким обязанностям относились, например, погребальные службы в Константинополе; с этой целью тысяча сто столичных эргастириев при Великой церкви получили освобождение от налогов, если верить аналогичному распоряжению Юстиниана. Со второй половины IV века к категории нищих были причислено пришлое, зачастую социально опасное население. С того времени появляются многочисленные тексты, дающие социальное определение бедняка: оторванный от корней, одинокий, нестабильный, неимущий, часто физически нездоровый. В то же время универсального определения для нижних слоёв общества так и не появилось.
В качестве общественной реакции начали активно развиваться институты частной благотворительности и монашества. Тогда же начали возникать госпитали и ксенодохии. Главной функцией больницы раннехристианской эпохи был приют нуждающихся, особенно физически неспособных себя обеспечить. Однако классификация трудоспособных бедняков в христианизирующемся городе оставалась сложной; закон 382 года запрещал им нищенство в столице. Монашество было многогранно связано с проблемой бедности и нищих. Монахи, отрёкшиеся от социальных, семейных, плотских уз и имущества, наиболее располагались к христианской благотворительности и нуждающимся в ней оторванным душам. К концу IV века монашество проявляло три основные, уже сложившиеся формы: общежительное (киновитное), отшельническое и странническое, часто городское и неортодоксальное. Все три формы заменяли обычную бедность регламентированной, почитаемой обществом и поддерживаемой пожертвованиями. Возможно, некоторые женщины и мужчины, чаще упоминаемые в греческих текстах, предпочитали первый тип бедности второму. Наконец, монашество уже формировало образ святых, чьи аскетические подвиги венчались чудотворными силами, уподоблявшими их Христу; чудеса пропитания и исцеления имели для бедных естественную важность. Византийское законодательство не игнорировало проблемы, связанные с сиротами, их нищенство и продажу в рабство. Работа над кодификаций положения нищих была завершена в «Эклоге» 726 года, предписывавшей за некоторые преступления денежный штраф для «зажиточного» виновного или телесное наказание для «нуждающегося» либо «совершенно неимущего». Дальнейшее законодательство о бедных, в целом, следовало прежним образцам.

### Сельская община
Византийская деревня не являлась сообществом равных. Фискальные описи фиксировали имущественную дифференциацию: от зажиточных дизевгаратов (владельцев двух упряжек волов) до неимущих актемонов и капникариев. Существовали крестьяне с минимальной собственностью, безлошадные, сдававшие землю, и наёмные работники (мистии). Налоговая система усугубляла неравенство, облагая бедных пропорционально выше. Примеры из указа Василия II и жития Лазаря Галисийского иллюстрируют произвол богатых и общины по отношению к слабым. Социальная иерархия включала рабов (число которых возросло к X веку благодаря завоеваниям) и господ («сильных» — динатов). Динаты объединяли чиновников и землевладельцев; их власть могла быть деспотичной, как в случае протиктора Феодосия из «Жития Феодора Сикеота», чей конфликт с крестьянами разрешился лишь сверхъестественным вмешательством. Соотношение административной и землевладельческой элит менялось: на западе Римской империи доминировала знать, на византийском востоке — чиновники, редко сохранявшие статус на поколения. «Земледельческий закон» VIII века не упоминает господ, называя «кириосом» самого крестьянина. К X—XII векам крупное землевладение возродилось, интегрируясь с административной властью; к позднему периоду землевладельческая аристократия консолидировалась, но границы между наследственными собственниками и временными чиновниками часто размывались.
Крестьяне идентифицировали себя с общиной, чьё происхождение дискуссионно. Изучение данной общины осложнено предвзятыми подходами: как признание её существования, так и отрицание часто окрашены современными политическими концепциями. Различные теории связывали происхождение общины со славянскими институтами (включая точку зрения, что «Земледельческий закон» отражает славянские обычаи), отрицали её существование или выводили из позднеримских и древневосточных институтов. Независимо от происхождения, византийская сельская община обладала специфическими и противоречивыми чертами. Община совмещала индивидуализм хозяйств, для которого характерны интенсивное земледелия, чёткие границы полей, независимость семьи, и развитые коллективные механизмы. К общинным землям относились периферийные нераспределённые угодья. Права соседей и родственников включали: сервитуты (сбор дров, орехов, ловля рыбы на частных землях), доступ к виноградникам, преимущественное право выкупа (протимезис) при продаже наделов. Существовали формы совладения (например, владение деревом на чужой земле). При наличии общего пастбища плата за пользование распределялась между всеми членами общины. Физическая разбросанность хозяйств не отменяла административно-фискального единства: деревня имела старейшин, коллективно нанимала работников, выступала в суде, организовывала праздники и несла круговую налоговую ответственность, включая выплату недоимок беглых соседей.

### Аристократия и власть имущие
Власть имущие обозначались двумя основными терминами, δυνατοὶ («могущественные», властели) и δυνάσται (династы). Употребление данных терминов отражает представления о власти и её осуществлении, затрагивая осознание индивидами собственной роли и восприятие этой роли государством или другими лицами. До X века греческий язык не придавал слову δυνατός специфического социального значения. В новеллах Юстиниана употребление данного термина обусловлено влиянием римского права, поскольку др.-греч. δυνατὸς служит прямым переводом лат. potens. Римские potentes, potentiores или potentissimi представляли собой доминирующую группу в законодательстве; их характерная черта заключалась не в социальном статусе, а в осуществлении власти — иногда делегированной императором — или, точнее, в злоупотреблениях и насилии (лат. vis) над низшими (лат. inferiores, лат. humiliores). Василий Великий осуждал их алчность, но термин δυνατὸς редко встречается в византийских нарративных источниках, где вместо лат. potens использовали др.-греч. δυνάστης. Новеллы Юстиниана I следуют римской правовой традиции, давая полный профиль δυνατοί: они чётко отделены от архонтов, представлявших государственную власть в провинциях; в городах их деятельность подлежала юрисдикции экдиков. Однако правительство беспокоила не городская, а провинциальная деятельность δυνατοί, особенно в регионах без глубоких античных городских традиций — Пафлагонии, Ликаонии, Каппадокии. Судя по законодательству Юстиниана, δυνατοὶ часто обладали огромным богатством, позволявшим содержать вооружённые свиты и подкупать государственных чиновников, закрывавших глаза на захват государственных и императорских земель.

## Духовная жизнь и национальный характер
Сохранившиеся источники дают мало информации, позволяющей сделать выводы о социальной психологии византийцев. Как отмечает Александр Каждан, крупицы сведений можно извлечь из случайных сюжетов в исторических или эпистолографических памятниках, путевых заметках столкнувшихся с чем-то необычным иностранцев, религиозных полемических сочинениях (внутренних, византийцев против иноверцев или наоборот), немногочисленных произведениях с автобиографическими подробностями. Хорошо изучен феномен дружбы в Византии, имевшей свою риторику и ритуалы. В целом, однако, для византийцев более характерен индивидуализм и слабые социальные связи. Опровергая средневековый афоризм о том, что Христос никогда не смеялся, византийцы не чуждались шуток, иронии и сарказма.
Духовная жизнь византийского крестьянства остаётся малоизученной. Арон Гуревич обозначил мировоззрение средневекового крестьянина как «культуру безмолвствующего большинства». Ни западноевропейские, ни византийские крестьяне не оставили значительных следов интеллектуального творчества. Они редко становились объектом литературного изображения и почти никогда — субъектом творчества. Поэзия на народном языке, расцветшая с XII века, не отражала крестьянские идеалы, будучи продуктом городских интеллектуалов, группировавшихся у императорского двора. Византийская деревня формально исповедовала христианство. Пережитки сельского язычества сохранялись местами до VI века, позже были искоренены, оставив рудиментарные следы: трансформацию древних богов в демонов (иногда — в святых), празднества, гадания. Канонисты XII века, осуждая подобные практики, зафиксировали их. Феодор Вальсамон, например, осудил «бесовский обычай», запрещённый патриархом Михаилом III: 23 июня мужчины и женщины собирались на берегах или в домах, наряжали первенца-девочку невестой. После трапезы и хороводов в вакхическом исступлении они наливали морскую воду в узкогорлый сосуд, бросали туда предметы и вопрошали «невесту» о будущем. Утром процессия с девушкой шла к морю, обливала дома водой, жгла стога сена, прыгала через них и предсказывала судьбу. Другой осуждаемый праздник в январе включал переодевания мирян в монахов и клириков, а духовенства — в воинов и животных; Вальсамон подчёркивал непристойный характер этих действ. Участники подобных празднеств, будь то крестьяне или константинопольцы, считали себя православными христианами, посещали литургию и причащались. В сельской местности существовало множество церквей: «Житие Феодора Сикеота» упоминает мартирий святого Георгия, часовни Иоанна Предтечи и святого Христофора близ его родной деревни; сам святой построил храм архангела Михаила с приделами. Крестьяне иногда возводили церкви и монастыри, как отмечал император Василий II в рескрипте 996 года: крестьянин строил церковь на своей земле, с согласия общины передавал ей надел, постригался в монахи, к нему присоединялись другие. Михаил Пселл в XI веке упоминал случай, когда бедная монахиня (вероятно, крестьянка) и другие лица совместно начали строить монастырь, но один участник отказался от обета. Агиографы описывали святых, основывавших монастыри на пустошах при поддержке жителей окрестных деревень, помогавших деньгами, материалами, продовольствием и трудом. Такие небольшие сельские церкви, за примечательным исключением пещерных храмов Каппадокии, преимущественно не сохранились. В целом, хотя можно сделать много содержательных наблюдений исходя из агиографических данных, византийское крестьянство, по замечанию А. Каждана, остаётся гораздо более загадочным, чем византийские императоры или интеллектуалы.

## Историография

### В эпоху Просвещения
Мыслители эпохи эпохи Просвещения усилили негативную полемику против средневековых «греков». Монтескьё и Гиббон изображали «империю греков» как непрерывный упадок после расцвета древнего Рима. Примечательно, что в редких случаях, когда, по мнению Гиббона, «греки» действовали правильно — например, одерживали победы, — он допускал возврат к термину «римляне». Гиббон утверждал, что франки и латиняне обладали бо́льшими правами на римское наследие, так как византийцы отказались от латинского языка и традиций. Подобная риторика заложила основу для методов отрицания римской идентичности Византии в современной историографии. К ним относится использование термина «Византия» и уклончивых формулировок: например, указание, что византийцы «называли себя римлянами», без признания данного термина в академическом контексте. Продолжая данную традицию, в современном «Oxford Handbook of Byzantine Studies» наименование «римляне» помещается в кавычки, что акцентирует сомнения в легитимности самоидентификации. Вольтер, в вошедшей в «Философский словарь» притче о садовнике Карпосе, таким образом рассказывал вероисповедании простого жителя острова Самос:
Клянусь верой… затрудняюсь ответить. Когда наш остров принадлежал грекам, меня заставляли говорить, будто Святой Дух исходит от Отца; молиться Богу стоя со скрещёнными руками; запрещали пить молоко в пост. Пришли венецианцы – их священник велел исповедовать исхождение Духа от Отца и Сына, разрешил молоко в пост и повелел молиться на коленях. Греки вновь изгнали венецианцев, пришлось отречься и от исхождения от Сына, и от сливок. Ныне вы изгнали греков, а я слышу ваше «Аллах иль Аллах». Не ведаю толком, кто я; люблю Бога всем сердцем и продаю овощи по сходной цене.
В просвещенческой мысли Византия превратилась в символ всех потенциальных угроз для тройного наследия Европы от античности: её населяли деградировавшие греки с испорченным языком; управлялась она коррумпированной «Новой Римской империей» под контролем интригующих евнухов и женщин; сдерживалась суеверной формой христианства, одержимого иконами и ожесточёнными религиозными спорами. Монтескьё, Вольтер, Руссо, Гегель и другие оставили уничижительные комментарии об исчезнувшей средневековой цивилизации, используя её как архетипическую антитезу просвещённому государству и обществу, которое надеялись построить на Западе. По мнению американского византиниста Энтони Калделлиса, именно тот факт, что византинистика как академическая дисциплина сложилась в западном контексте, а не арабском, где не было тенденции к отрицанию римской идентичности византийцев, и изначально служила укреплению западных идеологических претензий, предопределил доминирование в науке установок, отрицающих связь Византии с римской традицией, несмотря на свидетельства источников и альтернативные точки зрения.
В Греции идеи Просвещения, рассматривавшего все Средневековье и византийский период с пренебрежением как эпоху упадка, разделяли Ригас Фереос и Адамантиос Кораис до революции 1821 года, и в послереволюционной Греции классицисты, включая Яковос Ризос-Нерулос, Николаос Сариполос, Стефанос Куманудис и Михаил Потлис. Они рассматривали промежуток от римского завоевания до турецкого захвата Константинополя как «пропасть», когда греческий дух сумел восстановиться лишь на Западе, и прежде всего благодаря революции 1821 года, приведшей к национальному и политическому возрождению. Николас Сариполос отмечал в 1848 году в своей вводной лекции в Афинском университете, что после битвы при Херонее «чёрный покров рабства окутал Грецию, эпоху долгого разрушения, эпоху бесплодия». Поэтому он предлагал «соединить две отстоящие [эпохи, то есть древнюю и новую Грецию], отвращая взоры от зияющей между ними пропасти». Стефанос Куманудис, менее негативный в поисках единства эллинизма, утверждал в 1853 году, что греческая нация «на протяжении всего Средневековья» пребывала «в невежестве», что «чувство политического бытия отсутствовало в народе или спало глубоким сном». И «греческий элемент не пробудился к истинной жизни вплоть до величайшего несчастья — турецкого завоевания Византии, после чего греческая письменность возродилась на Западе». Немного позже, в 1859 году, Михаил Потлис, профессор церковного права в Афинском университете, заявил: «византийское государство… склонилось к правлению совершенно азиатскому». Православная церковь и народная традиция придерживались противоположного мнения.

### В XIX веке
До начала XIX века западная историография рассматривала Византию как часть непрерывной греческой этнической истории, включая её в общий континуум от античности до современности. Однако с формированием византинистики как академической дисциплины в конце XIX—XX веках греческий элемент был отодвинут на второй план. Вместо этнически окрашенных терминов утвердилось нейтральное понятие «византийцы», искусственная категория, избегающая сложностей, связанных с идентификацией как римлян, так и греков. Акцент сместился на изучение имперской идеологии и православия. Если в трудах XVIII — начала XIX веков Византия трактовалась как средневековое греческое государство, то в XX столетии её стали характеризовать прежде всего как «православную» империю. Преемственность эллинской традиции перешла в середине — второй половине XIX века к историкам нового греческого государства, где византийское наследие стало инструментом обоснования национальной непрерывности. В западной науке «греческий» нарратив сохранился как вспомогательная конструкция, лишённая теоретической базы в области этничности. В некоторых случаях греческая идентичность Византии не просто игнорировалась, но активно отрицалась. Немецкий историк начала XIX века Якоб Филипп Фальмерайер, руководствуясь антиславянскими взглядами, утверждал, что современные греки не имеют расовой связи с античными эллинами, будучи потомками славян и албанцев, усвоивших греческий язык. Его теория спровоцировала греческих учёных на активную реабилитацию Византии как средневекового эллинского государства для подтверждения этнической преемственности. В 1960-х годах теорию Фальмерайера развивал американский историк Ромилли Дженкинс. По оценке С. Вриониса, используя расистскую аргументацию Дженкинс пытался «деэллинизировать каждый аспект византийской цивилизации», представляя византийцев «расово неполноценными и патологическими лжецами».
Столкнувшись с кризисом национальной идентичности после революции 1821 года, греческие историки, по словам Константиноса Папарригопулоса, взялись «всё пересмотреть с самых основ и заново построить». Поиск исторического единства и преемственности эллинизма от античности до Нового времени стал национальным императивом и экзистенциальным требованием эпохи. Принадлежность античного эллинизма к греческой истории не вызывала сомнений: её признание было международным, как и признание его вклада в европейскую цивилизацию. Кризис сосредоточился на Средних веках и поиске национальной идентичности средневекового эллинизма, который неизбежно становился ключевой точкой в исторической преемственности народа. По поручению Иоанна Каподистрии историк Андреас Мустоксидис начал архивные изыскания, и уже через несколько десятилетий поиски идентичности привели представителей различных течений к острым идеологическим столкновениям, усугублённым теорией Фальмерайера. Во второй половине столетия с филологической точки зрения вопрос изучал фольклорист Спиридион Замбелиос. В своей работе «Византийские исследования. Об источниках новогреческой национальности с VIII по X век от Р.Х.» (Афины, 1857) он проследил истоки новогреческой идентичности в «средневековом эллинизме». Константинос Папарригопулос, опровергая теорию Фальмерайера, постулировал повсеместный характер смешения народов, не признавая данное явление исключительно византийским.
Во второй половине XIX века в историографии произошёл переход от обозначения восточной Римской империи как «империи греков» к термину «Византия». Эдуард Фримен стремясь избежать этнически некорректного термина «греки» поддержал новое название и подчёркивал римскую сущность государства, рассматривая «византийское» как синоним «восточноримского». Для большинства учёных термин «Византия» стал способом ухода как от греческой этнической атрибуции, так и от признания римской идентичности.

### В XX веке
Джон Багнелл Бьюри в предисловии к «Истории Поздней Римской империи» (1899) выступил против нового термина, настаивая на непрерывности римской традиции после раздела Римской империи в 395 году. Он предупреждал, что ярлык «Византия» приведёт к необоснованным выводам. К 1923 году, редактируя посвящённый «Восточной Римской империи» том «Кембриджской истории Средних веков», Бьюри принял термин «Византия» ради удобства, но в предисловии акцентировал римскую идентичность её жителей: они именовались римлянами, говорили на ромейском варианте греческого языка, населяли Румелию (англ. Roumelia или англ. Romanía) и были известны арабам как Рум. Бьюри подчёркивал зыбкость претензий западных государств Каролингов на римское наследие, и чётко понимал истоки западного отрицания римской сущности Византии.
Ученик Дж. Б. Бьюри Стивен Рансимен в ранней работе о Романе I Лакапине (1929) предпринял попытку объяснить римскую идентичность византийцев. Он утверждал, что Византия обладала национальным единством, основанным не на этнической общности, а на имперской традиции, унаследованной от Рима. Сравнивая империю с США, Рансимен подчёркивал: каждый житель, независимо от происхождения (греческого, армянского, славянского), осознавал себя ромеем (др.-греч. Ῥωμαίος), что создавало надэтническую гражданскую идентичность. По его мнению, подобное единство превосходило западноевропейские модели вплоть до Реформации. Рансимен использовал термины «раса», «нация», «племя» и «чистота крови», отражая научный лексикон 1929 года, когда понятие «этничность» ещё не вошло в обиход. Хотя его формулировки о «смешении ингредиентов» сегодня кажутся устаревшими, различение между этническим происхождением и гражданской принадлежностью было новаторским. Современные исследователи отвергают концепции «греческой крови», но признают, что Рансимен верно указал на ключевую роль римской политической традиции в формировании идентичности. Ограничением подхода Рансимена стало игнорирование этнических меньшинств империи, не ассоциировавших себя с ромеями. Тем не менее его работа стала шагом к признанию Византии как римского государства, противостоя западным дениалистическим нарративам.
Греческий филолог Иоаннис Сикутрис подчёркивал, что византийское государство являлось прямым продолжением Римской империи. По его мнению, термин «римляне» не был условностью: организация, армия, законодательство, традиции, язык, самосознание и влияние на соседние народы имели римское происхождение. Сикутрис настаивал, что Византия не являлась творением греческого духа или нации, а сохранила римские институты, основанные римским народом и цезарями. Он призывал византинистов глубоко изучать древнеримскую историю и латынь для понимания этих связей. В 1976 году марксистский историк Никос Зворонос, анализируя «греческую идею» в Византии, выделил две противоречивые тенденции: постепенное отдаление от эллинистического наследия и возрождение связи с греческой традицией, что, по его мнению, свидетельствовало о формировании «всё более чистого национального сознания». Своронос подчёркивал уникальность греков как одного из немногих народов, развивших национальное самосознание в рамках крупных политических образований и через противостояние с внешними группами. Однако отсутствие данных о самовосприятии неэлитных социальных групп (крестьян, горожан) затрудняет оценку распространённости этой «национальной сознательности» за пределами интеллектуальных кругов.
Георгий Острогорский в своей классической «Истории Византийского государства» (1940), определил византийскую культуру как синтез трёх элементов: римского, греческого и христианского, взаимодействовавших в различных сферах. Данная модель долгое время служила основой для учебных курсов и общих дискуссий о Византии, но не получила всеобщего распространения. Так, британский византинист Аверил Камерон утверждала, что культура империи основывалась только на греческом и иудео-христианском наследии, игнорируя самоназвание византийцев как римлян. Острогорский, говоря о римском аспекте, подразумевал только «римскую имперскую структуру». Согласно его модели, византийцы, независимо от этничности, существовали в рамках римской системы управления. Однако даже такое понимание не было полностью принято. Камерон, без подробного обоснования, заявила, что «византийское управление имело греческий характер», хотя её институты полностью восходили к римской имперской традиции и не имели аналогов в древнегреческой истории. Пол Магдалино допускал возможность признания империи национальным государством, однако оставил открытым вопрос о том, какую «нацию» представляла Византия. Другим распространённым в современной историографии методом является использование термина «греки» для обозначения византийцев, особенно в поздний период византийской истории, игнорируя их самоидентификацию как ромеев. Редким исключением являются книги серии «The Edinburgh History of the Greeks» под редакцией Флорина Курты (2011—2014), где греки не фигурируют.
Начиная с 1960-х годов начали появляться исследования на тему социологии Византии. В 1962 году Демосфенес Саврамис рассмотрел место в обществе монашества, а в 1977 году Франц Тиннфельд посвятил свою работу обществу ранней Византии. Немецкий историк Ханс-Георг Бек в работах «Res Publica Romana» (1970) и «Das byzantinische Jahrtausend» (1978) рассматривал византийское общество как сущностно римское в политическом аспекте. Бек, не фокусируясь на этничности, акцентировал преемственность римских государственных структур. Его монография о византийском тысячелетии признаётся одной из лучших в области, однако идеи не получили широкого влияния. Как отмечает Калделлис, Сикутрис и Бек входят в число учёных, серьёзно воспринимавших римскую идентичность Византии, чьи подходы остаются маргинальными в академическом дискурсе. Теория Х.-Г. Бека о «квазиконституционной монархии», где император считался избранным народом администратором res publica, оспаривается из-за отсутствия доказательств реального народного влияния. В 1982 году, несмотря на все успехи, Александр Каждан констатировал, что изучение византийского народа является относительно новой, преимущественно игнорируемой, задачей византинистики, сфокусированной прежде всего на представителях правящей элиты. По его мнению, предметом изучения византинистики должен стать homo byzantinus в смысле его места в обществе, а все частные вопросы — политика, дипломатия и тому подобное — должны быть рассмотрены в свете интересов, чаяний и надежд византийского народа. Значительное число монографий, включая коллективных, посвящено византийскому обществу в контексте его экономики. В 1970-х и 1980-х годах в советской и западной византинистике активно обсуждалась проблема феодализма в Византии.

### В современной историографии
Современная дискуссия о византийской идентичности рассматривает два ключевых аспекта: многоэтничность империи и возможности трактовать римскость как досовременную национальную идентичность. Если большинство подданных идентифицировали себя как римлян в политико-культурном смысле, возникает вопрос о месте этнического разнообразия (армян, славян, болгар). Альтернативно, можно предположить разделение между греко-римским этническим ядром и политической лояльностью периферийных групп, временно входивших в империю. Энтони Калделлис в работе «Эллинизм в Византии» («Hellenism in Byzantium: the transformations of Greek identity and the reception of the classical tradition», 2009) и последующих выдвинул тезис о трансформации империи после VII века в «национальное государство», где римская политическая культура ассимилировала массы, устранив этнокультурное разнообразие и создав «римскую нацию». Хотя классическая социология настаивает на современном происхождении наций, такой подход не был отвергнут полностью другими исследователями. Критика Калделлиса фокусируется на проблеме применения термина «нация» к Византии, но его аргументы заставляют пересмотреть упрощённые трактовки социального порядка и коллективной идентичности. Например, длительное сохранение латинских терминов в армии и администрации противоречит идее полной культурной унификации. В то же время распространение греческого как лингва франка и религиозно-политическое доминирование Константинополя могли способствовать формированию надэтнической римской идентичности, отличной от современных наций, но обладавшей собственной связностью. Яннис Стураитис обращает также внимание на отсутствие в Византии этнокультурной концепции «родины» и доминирование надэтнической идеи orbis romanum. Экспансия X—XI веков, включившая славян и армян, опиралась на политическую интеграцию, а не ассимиляцию, сохраняя римскость как идею имперской монократии.
Классические исследования, если и уделяли внимания женщинам в византийском обществе, рассматривали их в рамках отдельных биографий. По мере развития социологии и усвоения различных теоретических подходов, прежде всего марксизма, феминистские исследования также изменились. Жизни женщин стали анализироваться через структурно-марксистскую методологию с акцентом на класс, экономическое положение и правовые реалии, а затем через феноменологические, этнографические и интеракционистские подходы. Укрепилось понимание необходимости помещать женщин в социальный, экономический и исторический контекст, причем отличный от мужского. Джудит Херрин обозначила три пути выявления положения, активности и власти женщин в византийском обществе: сбор случайных упоминаний женской деятельности в мужских источниках; документирование изобретательности женщин в использовании ограниченных юридических прав; анализ значения церковных институтов и христианских верований для женщин. Все три пути предполагали сбор данных о «реальности» женских жизней, но также изучение того, как указанные данные проясняют социально-экономические условия их существования. Исследования всё чаще охватывали социальный статус женщин — от императриц до крестьянок и проституток, юридическое положение женщин, их экономические роли, отношение к публичной жизни, монашество, даже художниц в Византии. Поднимались вопросы брака, секса, согласия и принуждения. Феминистские подходы к женскому мистицизму породили новые вопросы и методы изучения религиозных женщин на Западе и Востоке. Соединение вопросов о природе женской святости с социально-экономическим положением позволило спросить, почему святые женщины были постящимися визионерками, а не реформирующими епископами, раскаявшимися блудницами, а не столпниками, девами, а не миссионерками. Современные работы в данной области исследуют материальную культуру повседневной жизни византийских женщин. Общей целью стало иллюстрирование практической реальности жизни женщин в Византии, осмысление того, что значило быть женщиной, и, что критически важно, представлений самих византийцев о женщинах. Подобные исследования четко показали разницу между жизнями homo byzantinus и femina byzantina.